# Johann Ulrich Pregizer II.
Johann Ulrich Pregizer II. (auch: Pregitzer; * 10. Juli 1611 in Tübingen; † 27. Mai 1672 ebenda) war Professor für Ethik und Moraltheologie an der Eberhard Karls Universität Tübingen.

## Leben
Johann Ulrich Pregizer II. wurde als erstes von drei nachgewiesenen Kindern von Johann Ulrich Pregizer I. (1577–1656) und dessen Ehefrau Tabitha, geb. Hesch (* 1589 in Urach; † 1641 in Tübingen), geboren.
In Tübingen heiratete Pregizer 1639 Maria Barbara Renz (* 1610 in Kirchheim unter Teck; † 1687 in Tübingen). Aus der Ehe gingen fünf Kinder hervor: Anna Tabitha (1641–1703, verh. Frommann), Johann Ulrich III. (1647–1708), Katharina Barbara (* 1648), Anna Elisabeth (1650–1731, verh. Schweder) und Georg Thomas (* u. † 1655).
Pregizer wurde am 14. Mai 1622 an der Tübinger Universität immatrikuliert. Seine Graduierung zum Bakkalaureus erfolgte am 6. April 1625, die zum Magister am 5. September 1627. Er studierte ab 1633 unter anderem an der Universität Straßburg, der Universität Basel sowie an der Universität Freiburg im Breisgau. 
Pregizer wurde 1641 zum Professor für Ethik und Moraltheologie an die Universität Tübingen berufen. Dieses Amt übte er bis zu seinem Tod aus. Seine Graduierung zum Lic. theol. erfolgte 1650. Ab 1655 war er außerdem Pädagogiarch der Landschulen Ob der Staig. Außerdem war er drei Mal Rektor der Universität.